# ミート・ザ・ジェンキンズ
『ミート・ザ・ジェンキンズ』（Welcome Home, Roscoe Jenkins）は、2008年に製作されたマーティン・ローレンス主演のコメディ映画である。

## 概要
コメディアン、コメディ俳優として知られるマーティン・ローレンスが主演の本作は、都会で成功した男が田舎の実家に戻ったがために様々な騒動に巻き込まれるコメディ映画である。バウ・ワウ主演の『ロール・バウンス』などで知られるマルコム・D・リーが脚本と監督を務め、セドリック・ジ・エンターテイナーをはじめ、『プレシャス』でアカデミー助演女優賞を獲得したモニーク、ジェームズ・アール・ジョーンズ、マイケル・クラーク・ダンカンら実力派の黒人俳優たちが脇を固めている。ちなみにアカデミー賞を受賞したモニークをはじめ、同賞にノミネートされた俳優（ジェームズ・アール・ジョーンズ、マイケル・クラーク・ダンカン、マーガレット・エイヴリー）が3人も出演しており、配役は豪華である。

## あらすじ
テレビ番組の人気司会者RJ。彼が司会を務めるサバイバル番組で豪快に勝利を勝ち取った出演者のビアンカと婚約し、前妻の間にできた子供ジャマールたちとそこそこの生活を送っていた。そんなある日、父親と母親の結婚50周年記念のために南部の故郷に戻ることに。早速ビアンカらと共に帰郷するRJだが、公私共に成功を収めた彼に対して家族の眼差しは冷たかった。父親は実家にロクに連絡もよこさない息子に対して冷たく、兄のオーティスといとこのレジーは都会人ぶるRJを鼻で笑い、姉のベティは相変わらず弟のRJをいじめる始末。そんな実態にもめげず、RJはひ弱で目立たない存在だった幼少時代の面影を拭うべく奔走するが、何をやっても裏目に出てしまい更なる家族の反感を買ってしまう。がっくり肩を落としていると、更なる壁が。父親の大のお気に入りで家族の人気者のいとこ、クライドがやって来たのだ。RJを押しのけてジェンキンス一家からの熱い視線を我が物にし、RJが弱虫だった幼少時代を引き合いに出しては笑いを取るクライドは、かつてのRJの初恋の相手のルシンダにまで手を出そうとする。

## キャスト
※括弧内は日本語吹替
- RJ・ジェンキンス - マーティン・ローレンス（高木渉）
- 父親 - ジェームズ・アール・ジョーンズ（島香裕）
- 母親 - マーガレット・エイヴリー（藤生聖子）
- クライド - セドリック・ジ・エンターテイナー（乃村健次）
- オーティス・ジェンキンス - マイケル・クラーク・ダンカン（廣田行生）
- レジー・ジェンキンス - マイク・エップス（松山タカシ）
- ベティ・ジェンキンス - モニーク（斉藤貴美子）
- ビアンカ - ジョイ・ブライアント（石塚理恵）
- ルシンダ・アレン - ニコール・アリ・パーカー（小林さやか）
- ジャマール - ダマニ・ロバーツ

## スタッフ
- 監督：マルコム・D・リー
- 製作：スコット・ステューバー、メアリー・ペアレント、チャールズ・カスタルディ
- 脚本：マルコム・D・リー
- 音楽：デヴィッド・ニューマン
- 撮影：グレッグ・ガーディナー
- 美術：ゲイリー・ボー